# Kobbersmykkets historie
 Denne artikel bør gennemlæses af en person med fagkendskab for at sikre den faglige korrekthed.

Kobbersmykkets historie omfatter smykker, der er fremstillet af kobber.
Kobbersmykker blev først brugt i større mængder i bronzealderen. Der er eksempler på smykker fremstillet af kobber i Det gamle Egypten fra ca. 3500 f.Kr., og dette bredte sig nordover. Brugen af kobbersmykker kom til Skandinavien ca. 1700 f.Kr..
Selvom bronzealderen i Danmark startede ca. 1700 f.Kr. har man fundet kobbersmykker i grave fra bondestenalderen 3900 f.Kr. til 1700 f.Kr. De ældste danske kobbersmykker er således ca. 5500 år gamle og er fundet ved Årupgård og Bygholm i Østjylland samt Barkær på Djursland.
Kobbermalmen til bronzealder kobbersmykker fundet i Danmark er brudt og støbt på Balkan og Bulgarien, hvor man 4500 f.Kr. havde kobberminedrift og ovne til smeltning af kobbermalm og støbning af smykker og brugsgenstande.
Bronzealderen hedder bronzealderen fordi de fleste redskaber og våben blev lavet af bronze, der er en legering af 90% kobber og 10% tin, og dermed et hårdere materiale end rent kobber. De fleste smykker fra denne tidsalder er dog lavet af kobber, ikke af bronze. At kobbersmykker var populære i bronzealderen kan ses af de fine samlinger af kobbersmykker, der findes på danske museer, blandt andet har Nationalmuseet samlinger.
Kobbersmykker fra bronzealderen kan også ses i Ægypten og Mesopotamien, i Romerriget 27 f.Kr. -476, eller i nyere tid hos indianerne i Nordamerika.
I vikingetiden og middelalderen blev guld og sølv det foretrukne smykkemateriale hos de herskende klasser, men kobbersmykket fortsatte med at være et meget brugt smykkemateriale, hvilket også kan ses på mange danske museer.
Kobber er ikke et ædelmetal, hvorfor det i det 1900-tallet, delvis grundet øget velstand, ikke længere blev anset som værende fint nok eller et rigtig smykke, hvorfor brugen af kobbersmykker blev mindre, men kunstnere som Jerry Fels, der grundlagde Renoir of California produceredes fortsat smykker af kobber.
I 1900-tallet begyndte kobbersmykker at komme på mode igen; det begyndte i USA og bredte sig til Europa. Armbåndsure produceres nu i kobber eller med kobberfarve. Populære kobbersmykker er kobberarmbånd, ringe og halskæder.